# Pyrus sinkiangensis
Pyrus sinkiangensis är en rosväxtart som beskrevs av Tse Tsun Yu. Pyrus sinkiangensis ingår i släktet päronsläktet, och familjen rosväxter. Inga underarter finns listade i Catalogue of Life.